# Элман (футбольный клуб)
Элман — сомалийский футбольный клуб, расположенный в городе Могадишо, Сомали.

## История
Клуб основан в 1993 году. В следующем году клуб выиграл кубок Сомали, это считается самым большим успехом в его истории. Клуб выиграл Первый дивизион Сомали в 1997 году, а с 2000 по 2004 был чемпионом Сомали четыре раза подряд. После прекращения турнира из-за гражданской войны в Сомали, клуб вновь выиграл кубок лишь в 2005 году. Наконец, клуб стал чемпионом в сезонах 2007 и 2008.
По этим причинам клуб является одним из двух сильнейших в Сомали, потому что, помимо большого количества болельщиков и широкого списка победителей, он ежегодно оспаривает чемпионство со своим врагом «Banaadir Telecom FC».
Кроме того, он является одним из немногих, сомалийских клубов участвовавших в Клубном Кубке КЕСАФА, несмотря на то что там не добился значительных успехов.
Большинство игроков в команде также являются частью сборной Сомали.

## Достижения

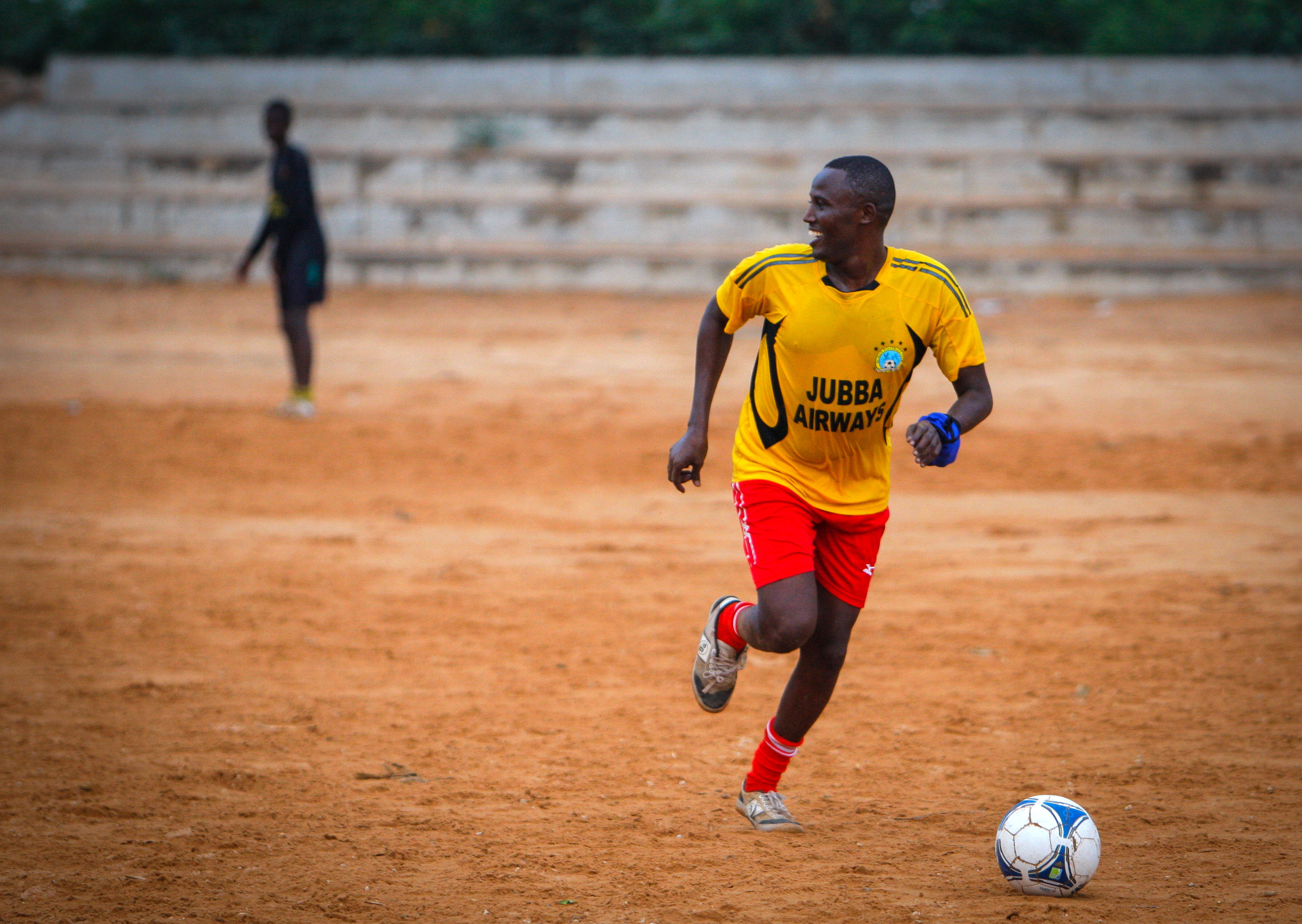
Тренировка

- Первый дивизион Сомали по футболу: 10

 — 1998-99, 1999-00, 2000-01, 2001-02, 2002-03, 2003-04, 2006-07, 2007-08, 2010-11, 2011/12, 2012/13
- Кубок Сомали по футболу: 7

 — 1994, 1999, 2000, 2001, 2002, 2003, 2004.
- Суперкубок Сомали по футболу: 1

 — 2013